# Parafia Trzech Króli w Kolnie
Parafia Trzech Króli w Kolnie – rzymskokatolicka parafia w Kolnie, należąca do archidiecezji warmińskiej i dekanatu Biskupiec Reszelski. Została utworzona w XIV wieku.
Według stanu na kwiecień 2025, proboszczem parafii był ks. mgr Józef Bach. 